# Teodoro Valfrè di Bonzo
Teodoro Valfrè dei conti di Bonzo (Cavour, 21 agosto 1853 – Roma, 25 giugno 1922) è stato un cardinale e arcivescovo cattolico italiano.

## Biografia
Nacque il 21 agosto 1853 a Cavour, figlio di Giacinto Valfrè di Bonzo (1807-1882) e di
Erminia Camilla del Carretto di Torre Bormida (1822-1898). Seguì gli studi nel seminario arcivescovile del capoluogo piemontese. Conseguito il dottorato in Teologia il 17 luglio 1876, proseguì gli studi a Roma ove ottenne nel 1880 il dottorato in Diritto canonico. Frequentò la Pontificia accademia ecclesiastica. Fu ordinato sacerdote a Roma il 10 giugno 1876.
Eletto vescovo di Cuneo il 27 marzo 1885, fu consacrato il 3 maggio 1885 a Torino dall'arcivescovo cardinale Gaetano Alimonda. Trasferito alla sede di Como il 18 marzo 1895, fu nominato assistente al soglio pontificio. Il 3 marzo 1905 fu promosso alla sede metropolitana di Vercelli. In questa sede, promosse una lunga campagna di restauri del palazzo arcivescovile, ricollegandosi idealmente ai lavori di ampliamento e decorazione promossi dai vescovi Ferrero nel XVI secolo. Fece restaurare la cronotassi dei vescovi affrescata nella Sala del Trono e ne rifece la decorazione; scoprì al di sotto della tappezzeria di un'attigua sala, degli affreschi con grottesche del principio del secolo XVI con vedute sulla città che fece restaurare. Il 13 settembre 1916 fu trasferito alla sede arcivescovile titolare di Trebisonda e nominato nunzio apostolico in Austria-Ungheria.
Creato cardinale del titolo di Santa Maria Sopra Minerva nel concistoro del 18 dicembre 1919, fu nominato prefetto della Congregazione per i religiosi il 6 marzo 1920. Partecipò al conclave del 1922.
Morì a Roma il 25 giugno 1922. È sepolto nella tomba della sua famiglia nel cimitero di Bra.

## Genealogia episcopale e successione apostolica
La genealogia episcopale è:
- Cardinale Scipione Rebiba
- Cardinale Giulio Antonio Santori
- Cardinale Girolamo Bernerio, O.P.
- Arcivescovo Galeazzo Sanvitale
- Cardinale Ludovico Ludovisi
- Cardinale Luigi Caetani
- Cardinale Ulderico Carpegna
- Cardinale Paluzzo Paluzzi Altieri degli Albertoni
- Papa Benedetto XIII
- Papa Benedetto XIV
- Cardinale Enrico Enriquez
- Arcivescovo Manuel Quintano Bonifaz
- Cardinale Buenaventura Córdoba Espinosa de la Cerda
- Cardinale Giuseppe Maria Doria Pamphilj
- Papa Pio VIII
- Papa Pio IX
- Cardinale Gustav Adolf von Hohenlohe-Schillingsfürst
- Arcivescovo Salvatore Magnasco
- Cardinale Gaetano Alimonda
- Cardinale Teodoro Valfrè di Bonzo

La successione apostolica è:
- Arcivescovo Tommaso Trussoni (1913)
- Arcivescovo František Kordač (1919)